# Maibam Lokpa Ching
Il Maibam Lokpa Ching, conosciute anche come Colline Rosse, sono un sito storico della Seconda Guerra Mondiale, nella città di Nambol, situata nel distretto di Bishnupur dello stato del Manipur, in India. È un insieme di piccole colline divenute famose per lo svolgimento della Battaglia di Imphal tra le forze dell'Impero Britannico e quelle dell'Impero Giapponese tra l'8 marzo e il 3 luglio del 1944.
Oggi il Maibam Lokpa Ching è sede di un cimitero di guerra in onore ai caduti della Seconda Guerra Mondiale e del Museo della pace di Imphal.